# Кумагалы
Кумага́лы (чув. Кӑмакал) — деревня в Красноармейском муниципальном округе Чувашской Республики.

## География
Находится в северной части Чувашии, на расстоянии приблизительно 4 км на север-северо-восток по прямой от районного центра села Красноармейское на левобережье реки Малая Шатьма.

## История
Известна с 1795 года как выселок села Веденское (ныне Исаково). В 1858 году было учтено 13 дворов и 74 жителя, в 1906 — 28 дворов, 130 жителей, в 1926 — 30 дворов, 140 жителей, в 1939—161 житель, в 1979 — 94. В 2002 году было 24 двора, в 2010 — 18 домохозяйств. В 1931 году был образован колхоз «Оборона», в 2010 году действовал СХПК «Нива». До 2021 года входила в состав Исаковского сельского поселения до его упразднения.

## Население
Постоянное население составляло 55 человек (чуваши 100 %) в 2002 году, 41 в 2010.